# Stockleigh Pomeroy
Stockleigh Pomeroy is een civil parish in het bestuurlijke gebied Mid Devon, in het Engelse graafschap Devon. In 2001 telde het civil parish 121 inwoners.